# کل (دهدز)
کل (ایذه)، روستایی از توابع بخش دهدز شهرستان ایذه در استان خوزستان ایران است.

## جمعیت
این روستا در دهستان دنباله‌رود شمالی قرار دارد و بر اساس سرشماری مرکز آمار ایران در سال ۱۳۹۵، جمعیت آن ۰ بوده‌است.